# پروتون-ام
پروتون-ام(Протон-М) با شاخص گراو ۸کی۸۲ام یا ۸کی۸۲کی‌ام، موشکی روسی است که پرتابگری است که از موشک پروتون مشتق شده و توسعه‌یافته است. این موشک توسط کروچینف ساخته و از ایستگاه سایت ۸۱ از ایستگاه فضایی بایکونور در قزاقستان پرتاب می‌گردد. این پرتابگر توسط خدمات بین‌المللی پرتابی (آی‌ال‌اس) تجاری‌سازی شده که معمولاً از ایستگاه ۲۰۰/۳۹ پرتاب می‌شود. اولین پروتون-ام در سال ۲۰۰۱ (۱۳۸۰ش) پرتاب شد.

## توصیف حمل‌کننده

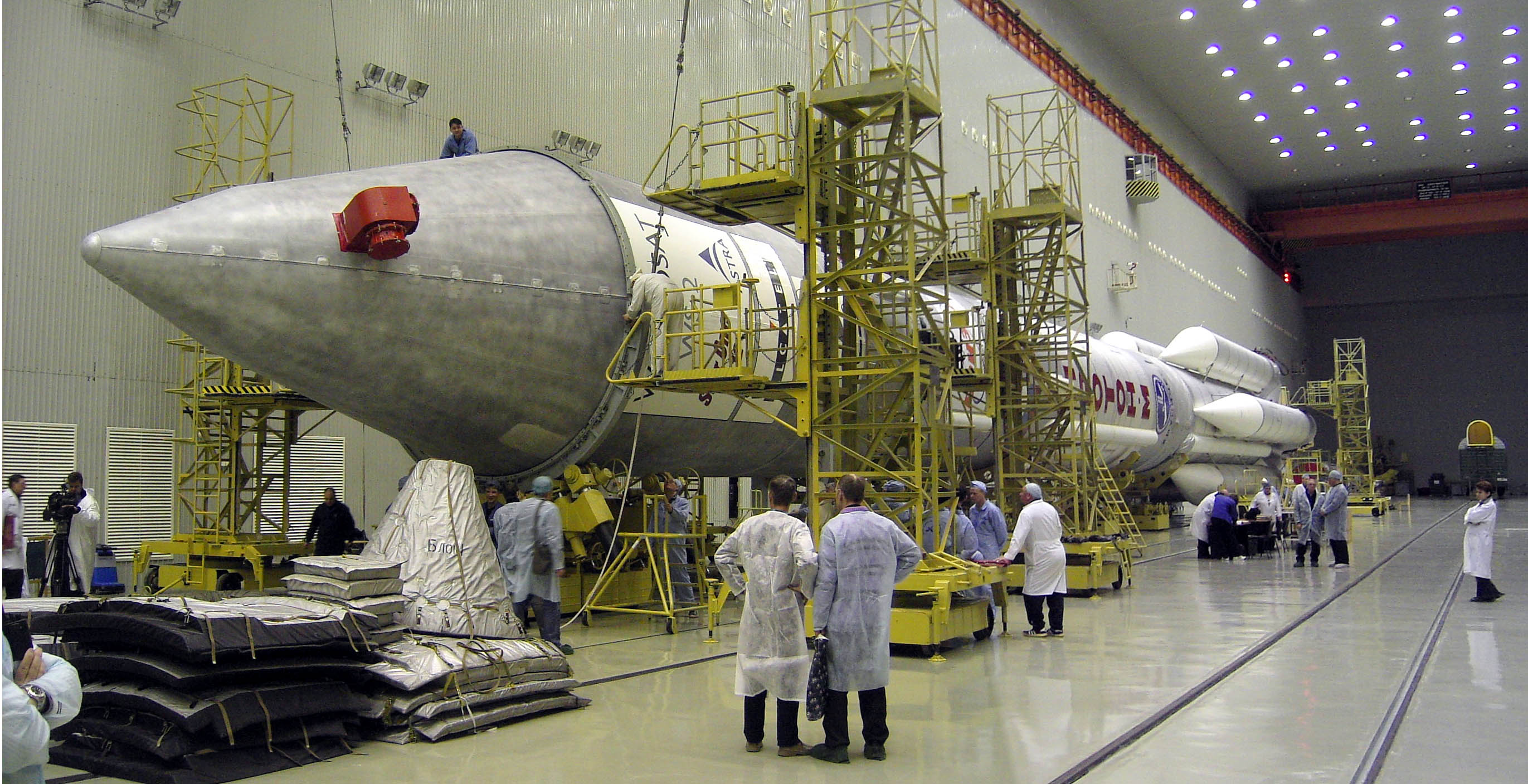
-ام آماده برای حمل به سکو

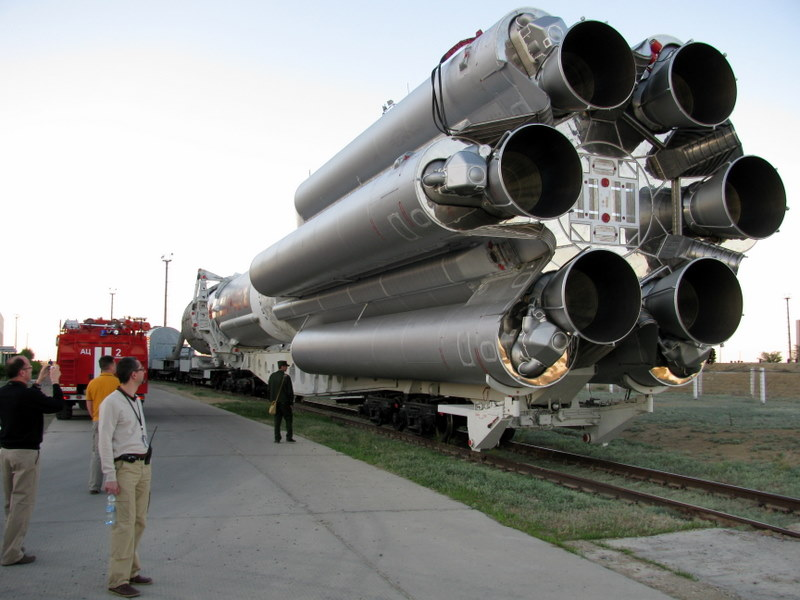
Proton-M rollout

ویژگی پرتون-ام، تغییرات در مراحل ابتدایی برای کاهش وزن ساختارش است که باعث افزایش قدرت فشار و بهره‌وری کامل از نیروی پیشران است. از یک سامانهٔ حلقه‌ایی-بسته برای مرحلهٔ اول موشک استفاده شده که اجازهٔ مصرف تمام پیشرانش را به وی می‌دهد افزایش کارایی موشک در مقایسه ا گونه‌های قدیم‌اش و نیز کاهش مادهٔ تاکسیک از خصوصیات این نسل جدید از موشک‌های سری پروتون است. در نتیجه قادر است تا ۲۱ تن بار را به مدار نزدیک زمین حمل نماید. مرحله سوم این موشک توانیی حمل ۳ تون محموله به مدار زمین‌ساکن یا ۵٫۵ تن محموله مدار انتقالی‌زمین را داراست. تلاش‌هایی براش کاهش وابستگی قطعات به خارج نیز از سوی سازندگان صورت گرفته است.
بیشتر پرتاب‌های پرتون-ام از طبقهٔ بالای بریز-ام برای رسیدن به مدارهای بالاتر سود می‌برند. پرتاب‌ها نیز توسط طبقهٔ بالای بلوک-دی‌ام در زمان ارسال فضاپیمای گلوناس نیز انجام می‌شود، که برای دو پرتاب آینده با بلوک دی‌ام-۳ نیز آماده می‌گردد.. در سال ۲۰۰۹ (۱۳۸۸) هیچ پرتابی بدون طبقه بالایی از سوی پرتون-ام انجام نشد، به هرحال این کلاهک برای پرتاب مازول آزمایشگاهی چندمنظوره و بازوی روبوتیک اروپا (برای ایستگاه فضایی بین‌المللی) در سال ۲۰۱۳(۱۳۹۲-۳) استفاده خواهد شد.

## بهبودهای پرتون-ام
در ۷ ژوئیه ۲۰۰۷ (۱۶ تیر مرداد ۱۳۸۶)، خدمات بین‌المللی پرتابی اولین موشک پرتون-ام بهبودیافته را پرتاب نمود که حامل ماهواره دایرکت‌تی‌وی-۱۰ بود که به مدار حمل می‌نمود. این ۳۲۶مین پرتاب پرتون و ۱۶مین پرتاب پرتون-ام/بریز/ام بود و نیز ۴۱مین پرتاب آی‌ال‌اس بود.. ویژگی وی برتری مؤثر در طبقه نخست (موشک مرحله نخست) بود، که روزآمدی در دستگاه‌های ناوبری رقمی، تانک سوخت سبکتر وفشار ورنیر قدرتمندتر بر روی طبقه بالایی بریز-ام بود. همچنین کاهش وزن کل موشک با باریکتر نمودن تانک‌های سوخت در طبقه نخست و استفاده از مواد کامپوزیتی در سایر طبقات بود. دومین پرتابی این موشک در ۱۸ اوت ۲۰۰۸ (۲۸ مرداد ۱۳۸۷) انجام شد که ماهواره اینمارست ۴ اف-۳ ار به مدار پرتاب نمود. از سال ۲۰۰۷ نسخه اصلی پرتون-ام به نفع پرتون-ام بهبودیافته کنار گذاشته شد.
فرانک مکنا، مدیرعامل ای‌ال‌اس، در سال ۲۰۱۰ ار عملیات طراحی برای پرتون-۳ که قادر است تا ۶٫۱۵ تن محموله را به مدار زمین ببرد پرده برداشت.

## بنگرید به
- پروتون (موشک)
- فهرست پرتاب‌های پروتون (۲۰۱۰-۲۰۱۹)